# Полюхов, Станислав Михайлович
Станисла́в Миха́йлович По́люхов (рум. Poliuhov Stanislav Mihail) (21 января 1933, Сталинград — 19 апреля 2009, Кишинёв) — советский и молдавский врач-анестезиолог, заведующий кафедрой анестезиологии и реаниматологии Кишинёвского медицинского института (1975—1993), профессор кафедры анестезиологии и реаниматологии Государственного университета медицины и фармации им. Н. A. Тестемицану (2002—2006).

## Биография
Родился 21 января 1933 года в Волгограде. Отец и мать — профессора-медики Полюхов Михаил Африканович (1902—1968) и Полюхова Евгения Алексеевна (1905—1993). Брат Николай — молдавский искусствовед.
После войны, в связи с открытием в 1945 году Кишиневского медицинского института, родители переехали в Кишинёв в качестве его преподавателей. Станислав в 1950 году окончил среднюю школу № 1 и поступил в Кишинёвский медицинский институт на лечебный факультет.
По окончании института, с сентября 1956 по сентябрь 1958 года, работал по направлению ординатором в участковой больнице села Малаешты Тираспольского района. С 1958 по 1959 год проходил клиническую ординатуру на кафедре госпитальной хирургии Кишиневского мединститута.
С 1959 по 1966 год работал ординатором, а затем заведующим анестезиологическим отделением Республиканской клинической больницы.
В 1966 году, после защиты кандидатской диссертации, приглашён на преподавательскую работу во Владивостокский медицинский институт: ассистент кафедры общей хирургии и анестезиологии, с января 1968 года доцент той же кафедры по курсу анестезиологии, с сентября 1973 — руководитель курса анестезиологии и реаниматологии, с сентября 1974 по 1975 год заведующий кафедрой анестезиологии и реаниматологии, организованной по его инициативе.
В этот период — председатель Научно-медицинского общества анестезиологов-реаниматологов в Приморском крае (НМО АР ПК), член правления Всероссийского научного общества анестезиологов-реаниматологов.
В 1972 году защитил докторскую диссертацию.
В 1975 году возвратился в Молдову, назначен заведующим вновь открытой кафедры анестезиологии и реаниматологии Кишинёвского медицинского института, которой руководил до 1993 года. В 1976 году ему присваивается звание профессора. Одновременно с 1978 по 1979 год — проректор по лечебной части, а с 1979 по 1981 год — проректор по научной работе.
С 1993 по 1995 год — заведующий кафедрой анестезиологии и реаниматологии медицинского факультета Тираспольского университета, с 1995 по 2002 год — зав. кафедрой анестезиологии, реаниматологии и интенсивной терапии медицинского факультета Международного университета Молдовы.
С 2002 по 2006 год профессор кафедры анестезиологии и реаниматологии Государственного университета медицины и фармации им. Н. A. Тестемицану, а с 2006 года — профессор-консультант на той же кафедре. До последних дней, будучи уже профессором-консультантом, не оставлял практическую работу у операционного стола.

## Научная деятельность
Под его руководством защищено 9 кандидатских диссертаций, написано и опубликовано более 150 научных трудов, в том числе 3 монографии. Соавтор одного патента. Автор оригинальных методик — ганглионарная блокада без гипотомии (1965), длительное поддержание общей анестезии на основе капельной инфузии пропанидида в сочетании с малыми дозами фентанила (1981).

## Избранные публикации
- Актуальные вопросы анестезиологии и реаниматологии / Под ред. С. М. Полюхова и др. — Кишинев: Штиинца, 1978.
- Скорая доврачебная помощь / Под ред. С. М. Полюхова. — Кишинев: Картя Молдовеняскэ, 1984.
- Голиков А. П., Полюхов С. М., Чеобан В. Н. Обезболивание острого инфаркта миокарда — Кишинев: Штиинца, 1986.
- Полюхов С. М. Стабилизации гемодинамики с помощью ганглионарного блока без гипотонии при внутригрудных вмешательствах // Автореф. дис. канд. мед. наук. — Кишинев: 1965. — 18 С.
- Полюхов С. М. Изменение объема циркулирующей крови и скорости кровотока при внутригрудных операциях на фоне ганглионарного блока без гипотонии // Вестник хирургии. 1965. — № 2. — С. 41—45.
- Полюхов С. М. Ганглионарная блокада без гипотонии // Вегетативная блокада и адреналовая система / сост. С. М. Полюхов, В. Г. Милов, С. К. Сухотин. — Владивосток, 1969. — С. 41—63.
- Полюхов С. М. Динамика 17-оксикортикостероидов в условиях операции и вегетативной блокады // Вегетативная блокада и адреналовая система / сост. С. М. Полюхов, В. Г. Милов, С. К. Сухотин. — Владивосток, 1969. — С. 93—103.
- Полюхов С. М., Милов В. М., Сухотин С. К. Состояние симпато-адреналовой системы в условиях операции, наркоза и вегетативной блокады // Вегетативная блокада и адреналовая система / сост. С. М. Полюхов, В. Г. Милов, С. К. Сухотин. — Владивосток, 1969. — С. 103—120.
- Сеит-Умеров С. М., Полюхов С. М., Обыденникова Т. Н. Изменение свертывающей и антисвертывающей систем крови на фоне наркоза и ганглионарного блока // Вестник хирургии. 1969. — № 8. — С. 16—19.
- Полюхов С. М. Ганглионарная блокада в анестезиологии // Вестник хирургии. — 1970. — № 3. — С. 88—92.
- Полюхов С. М., Сухотин С. К. Состояние электролитного равновесия (К и Na) в условиях операции и ганглионарной блокады // Вестник хирургии. — 1971. — № 9. — С. 101—102.
- Полюхов С. М., Черников С. А. Показатели работы сердца в операции, наркоза и вегетативной блокады // Вестник хирургии. — 1971. — № 11. — С. 93—97
- Полюхов С. М. Ганглионарная блокада (без гипотонии) в профилактике избыточных вегетативных сдвигов при хирургических операциях // Автореф. дис. докт. мед. наук — Пермь: 1972. — 29 С.
- Стрельников Б. Е., Полюхов С. M., Пономарев А. Ф. Влияние ганглионарной блокады на гемодинамические показатели и активность надпочечников // Хирургия. — 1975. — № 2. — С. 113—117.
- Полюхов С. М., Гурский Н. М., Коркус A. A. Длительная общая анестезия сомбревином с сохраненным самостоятельным дыханием // Анестезиология и реаниматология. — 1981. — № 6. — С. 66—69
- Гурский Н. М., Полюхов С. М. Электроанестезия при сохраненном спонтанном дыхании аппаратом новой конструкции // Анестезиология и реаниматология. — 1983. — № 4. — С. 32—35.
- Полюхов С. М. и др. Применение эпидуральной анестезии калипсолом и дипидолором при некоторых экстренных хирургических операциях. Современные проблемы анестезиологии, реаниматологии и интенсивной терапии. Тезисы докладов республиканской научно-практической конференции анестезиологов-реаниматологов Казахстана. — Алма-Ата — Чимкент, 1989. — С. 55—56.
- Цыбернэ К. А., Андон Л. Г., Липован В. Г., Полюхов С. М. и др. O лечении множественного и сочетанного двустороннего эхинококкоза легких и печени. // Грудн. и сердечно-сосудистая хирургия. 1990. — № 9. — С. 54—57.